# Vitjazmaia latidactyla
Vitjazmaia latidactyla är en kräftdjursart som beskrevs av Zarenkov 1994. Vitjazmaia latidactyla ingår i släktet Vitjazmaia och familjen Inachidae. Inga underarter finns listade i Catalogue of Life.